# Мол ъф София
Мол ъф София е търговски център в София, намира се на ъгъла на бул. „Александър Стамболийски“ и ул. „Опълченска“, район „Възраждане“.
В същата сграда, над търговския център, е офис комплексът Sofia Tower.
Паркингът разполага с над 700 места, разположени на няколко нива под сградата.
По-големите наематели са Супермаркети Билла, Макдоналдс и KFC, книжарница Сиела.
Първоначалният съсобственик на сградата Cinema City International има 12 киноекрана (вкл. и IMAX).

## Данни за обекта
- Започване на проекта: 2003 г.
- Откриване: 9 юни 2006 г.
- Отдаваема площ: 24 000 m² търговски площи и 10 400 m² офиси.[2][3][4]
- Инвеститор: Първоначално инвеститори с около 50 млн. евро са Aviv Group, Ocif и Cinema City International. През 2005 г. са закупени 50% за 37 млн. евро [3], а през 2006 г. и останалия дял за общо 90 млн. евро от General Electric и Avestus Capital Partners, по-късно назоваваща се Avestus Real Estate. През август 2011 г. е препродаден за 100 млн. евро на Europa Capital (част от Rockefeller Group International, дъщерна фирма на Mitsubishi Estate Co., Ltd.) [2][5] (Последните придобиват и Ритейл Парк Пловдив за 20 млн. евро през 2011 г.)
- Проектант: MYS Architects, Израел
- Български проектант: Студио 17,5 с гл. арх. Пламен Нанов, България
- Изпълнител: Линднер България [4]

## Транспортни връзки
За да се достигне до мола може да се използват трамвайни линии 3, 8 и 10, автобусна линия 74, както и тролейбусни линии 1, 5 и 7. В близост до мола е разположена и Метростанция „Опълченска“ на софийското метро. В района на ул. Пиротска минава и трамвайна линия 22, а наблизо, до източния вход на метростанцията, е и последната спирка на трамвайна линия 20.